# Debre Berhan
Debre Berhan es una ciudad de Etiopía que está situada en la Región de Amhara, a 120 km al norte de Adís Abeba. Se encuentra a 2.840 metros sobre el nivel del mar y cuenta con una población de 141.719 habitantes, lo que la convierte en la ciudad más alta del continente.

## Historia
Fue fundada en el año 1456 por el Emperador de Etiopía Zara Yaqob, tras observar, según la leyenda, la aparición de una milagrosa luz en el cielo (probablemente originada por el Cometa Halley), lo que el interpretó como un signo divino, ordenando la construcción de una iglesia en el lugar, un palacio en el que vivió sus últimos años y una segunda iglesia dedicada a San Ciriaco.

## Demografía
Según el censo realizado en el año 2007 por la Agencia Central de Estadística de Etiopía, la ciudad cuenta con una población de 65.321 habitantes, de los cuales 31.688 son hombres y 33.563 mujeres. El 94% de los habitantes son Cristianos ortodoxos, el 3.32% son de religión islámica y el 2.15 % protestantes.